# Equemen
Equèmen (en llatí Echemenes, en grec antic Ἐχεμένης) fou un historiador grec.
Ateneu de Naucratis diu que va ser l'autor de Κρητικά, una obra que feia referència a la història mítica de Creta. Gerardus Joannes Vossius proposa que un historiador amb el nom d'Euxemenes citat per Fulgenci i del que diu que havia escrit una obra titulada Μυθολογούμενα, podria ser el mateix personatge, tot i que no hi ha prou base per assegurar-ho.